# Sigismund Kollonitsch
Sigismund Graf von Kollonitsch, avstrijski rimskokatoliški duhovnik, škof in kardinal, * 28. maj 1676, Nagy Levar, † 12. april 1751.

## Življenjepis
22. oktobra 1699 je prejel škofovsko posvečenje.
14. oktobra 1709 je bil imenovan za škofa Váca, 1. julija 1716 za škofa Dunaja in 1. junija 1722 za Nadškofa Dunaja.
26. novembra 1727 je bil povzdignjen v kardinala in imenovan za kardinal-duhovnika Ss. Marcellino e Pietro; pozneje (29. avgusta 1740) je bil imenovan še za kardinal-duhovnika S. Crisogono.